# Чащинский (Кировская область)
Чащинский — железнодорожный разъезд в Юрьянском районе Кировской области в составе Подгорцевского сельского поселения.

## География
Находится у железнодорожной линии Киров-Котлас на расстоянии примерно 22 километра по прямой на север от поселка Мурыгино.

## История
Известен с 1939 года, в 1950 году отмечено 3 хозяйства и 14 человек. В 1989 постоянного населения не было учтено.

## Население
Постоянное население  составляло 2 человека (русские 100%) в 2002 году, 0 в 2010.